# 安道尔附近洛斯皮塔莱
安道尔附近洛斯皮塔莱（法語：L'Hospitalet-près-l'Andorre，法語發音：[lɔspitalɛ pʁɛ lɑ̃dɔʁ]）是法国阿列日省的一个市镇，属于富瓦区。

## 地理
安道尔附近洛斯皮塔莱（42°35'27"N, 1°48'11"E）面积26.12 平方千米，位于法国奧克西塔尼大區阿列日省，该省份为法国西南部内陆省份，西部和北部与上加龙省接壤，东临奥德省，东南至东比利牛斯省接壤，南与安道尔和西班牙接壤。
与安道尔附近洛斯皮塔莱接壤的市镇（或旧市镇、城区）包括：梅朗斯莱瓦尔斯、波泰皮莫朗斯。
安道尔附近洛斯皮塔莱的时区为UTC+01:00、UTC+02:00（夏令时）。

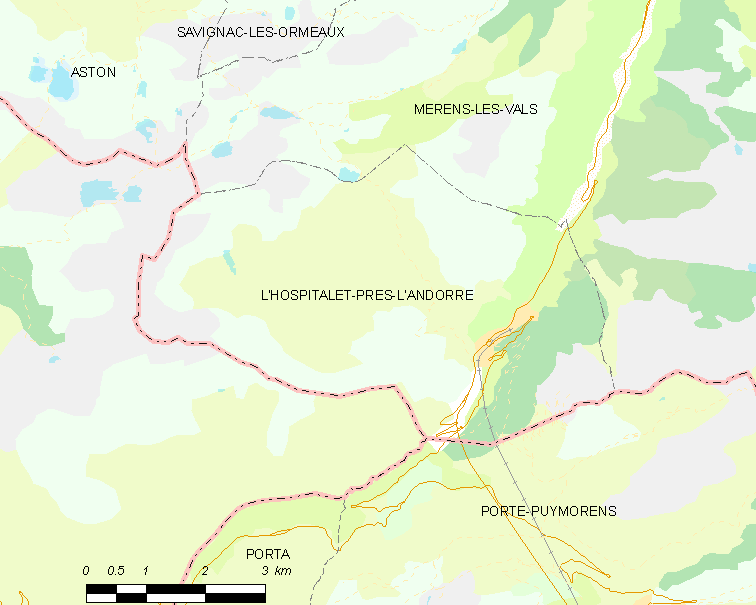
安道尔附近洛斯皮塔莱的OSM定位图

## 行政
安道尔附近洛斯皮塔莱的邮政编码为09390，INSEE市镇编码为09139。

## 政治
安道尔附近洛斯皮塔莱所属的省级选区为上阿列日县。

## 人口

1962-2008年间安道尔附近洛斯皮塔莱人口变化图示

安道尔附近洛斯皮塔莱于2022年1月1日时的人口数量为95人。